# Ceromya occidentalis
Ceromya occidentalis är en tvåvingeart som beskrevs av O'hara 1994. Ceromya occidentalis ingår i släktet Ceromya och familjen parasitflugor.
Artens utbredningsområde är British Columbia. Inga underarter finns listade i Catalogue of Life.